# Antepipona bhutanensis
Antepipona bhutanensis är en stekelart som beskrevs av Giordani Soika 1975. Antepipona bhutanensis ingår i släktet Antepipona och familjen Eumenidae. Inga underarter finns listade i Catalogue of Life.